# William T. Sampson
William Thomas Sampson (født 9. februar 1840 i Palmyra, New York, død 6. maj 1902 i Washington, D.C.) var en amerikansk søofficer.
Sampson deltog som officer med hæder i borgerkrigen 1861—65. I 1882 ansattes han ved Marineobservatoriet og præsiderede 1885 ved den internationale konference til bestemmelse af De forenede Staters hovedmeridian. I 1886 blev Sampson chef for Marinekabinettet og udnævntes 1889 til kommandør. I 1898 var Sampson medlem af den kommission, der undersøgte årsagen til panserskibet Maines ødelæggelse i Havannas havn, og som kom til det resultat, at ødelæggelsen skyldtes en mine eller torpedo. Der blev vel ikke sagt, hvem der havde gjort det, men det amerikanske folk troede, det var spanierne, og den derved ophidsede folkestemning bidrog meget til erklæringen af krig med Spanien. Under denne blev Sampson, der var avanceret til kontreadmiral, øverstkommanderende over de søstridskræfter, der skulle bekæmpe den spanske flåde i de vestindiske farvande. Slutkampen fandt sted ved Santiago på Kuba, hvor den spanske admiral Cervera med sin krydsereskadre havde søgt tilflugt. Her blev han tæt blokeret af Sampson med en meget overlegen styrke, så det var umuligt for Cervera at slippe ud. Forsøget blev dog gjort den 3. juli med det resultat, at hele hans eskadre blev ødelagt. Sampson var med sit flagskib New York under udbruddet gået væk fra blokadestationen for at konferere med hærens øverstkommanderende, så han kom ikke til at tage nævneværdig del i slaget, i hvilket commodore Schley var den øverste chef. Sampson blev dog tilkendt æren for sejren på grund af de udmærkede instruktioner for blokaden og eventuelle udbrud, han havde givet.